# Viridifusus maximus
Viridifusus maximus là một loài ốc biển, là động vật thân mềm chân bụng sống ở biển trong họ Fasciolariidae.